# Farhults kyrka
Farhults kyrka är en kyrkobyggnad i samhället Farhultsbaden mellan Ängelholm och Höganäs. Den tillhör Farhult-Jonstorps församling i Lunds stift. Strax norr om kyrkan ligger en korsvirkesbyggnad från 1700-talet som sedan 1960-talet fungerar som församlingshem.

## Kyrkobyggnaden
Kyrkan har en stomme av gråsten och består av långhus med ett smalare kor i öster som avslutas med en halvrund absid. Vid kyrkans västra kortsida finns ett kyrktorn med trappgavlar. Dörrar och fönster har omfattningar av huggen sandsten. Ytterväggarna är vitputsade och yttertaket är belagt med tegelpannor.

### Tillkomst och medeltida ombyggnader
Den ursprungliga kyrkan i romansk stil uppfördes någon gång vid 1100-talets slut eller 1200-talets början. Under senare delen av 1400-talet slogs tegelvalv i långhus och kor. Samtidigt murades de små medeltida fönstren igen. Under 1400-talet uppfördes även ett kyrktorn i väster och vid dess södra sida byggdes ett utvändigt smalt trapptorn som ledde upp till tornets övre plan. Senare byggdes en invändig trappa och trapptornet togs bort. Långhuset hade två ingångar, en vid norra sidan och en vid södra sidan. Vid södra ingången - möjligen på 1400-talet - uppfördes ett vapenhus.

### Senare ombyggnader
År 1838 murades långhusets södra portal igen och vapenhuset utanför revs. Ny ingång togs upp vid tornets västmur. Vid en genomgripande restaurering på 1870-talet utvidgades kyrkans fönster till nuvarande storlek. Sedan 1800-talet har kyrkans exteriör varit oförändrad.
1953 genomfördes en omfattande restaurering under ledning av domkyrkoarkitekt Eiler Græbe. Kyrkorummet fick då ny bänkinredning efter äldre modell och golvet fick ny beläggning. Nytt altarbord och ny altarrund tillkom. I samband med restaureringen framtogs kalkmålningar i absiden av konservator Hans Erlandsson i Lund. Kalkmålningarna har av konsthistorisk expertis bedömts härstamma från första fjärdedelen av 1300-talet.

## Inventarier
- Predikstolen är ett barockarbete som dateras till 1626. Ljudtak och ingångsdörr fanns vid början av 1800-talet, men senare har dessa på obekant sätt försvunnit.
- Triumfkrucifixet av ek härstammar från senare delen 1400-talet.
- En medeltida dopfunt har avyttrats. Nuvarande dopfunt tillkom 1938. Tillhörande dopfat är troligen från 1500-talet.
- Tre kristalljuskronor är skänkta till kyrkan vid mitten av 1850-talet och har ersatt två enklare ljuskronor av trä.
- Altartavlan är från 1700-talet och ingår i en altaruppsats från 1600-talet.

### Orglar
- 1843 byggde Pehr Lund, Lund en orgel med 5 stämmor.
- Den nuvarande orgeln byggdes 1916 av Eskil Lundén, Göteborg och är en mekanisk orgel med pneumatiska lådor. Orgeln har en registersvällare och den tillhörande fasaden är ritad av Gustaf Holmdahl.

| Huvudverk I       | Svällverk II        | Pedal         | Koppel    |
| Borduna 16´       | Violin Principal 8´ | Subbas 16´    | I/P       |
| Principal 8´      | Rörflöjt 8´         | Violoncell 8´ | II/P      |
| Flöjt Harmonik 8' | Salicional 8'       |               | II/I      |
| Gamba 8'          | Voix Celeste 8'     |               | I 4'/I    |
| Oktava 4'         | Gemshorn 4'         |               | II 16'/II |
| Trumpet 8'        | Crescendosvällare   |               |           |

## Kyrkoherdar
Se lista på sidan om Farhult-Jonstorps församling.

## Bildgalleri

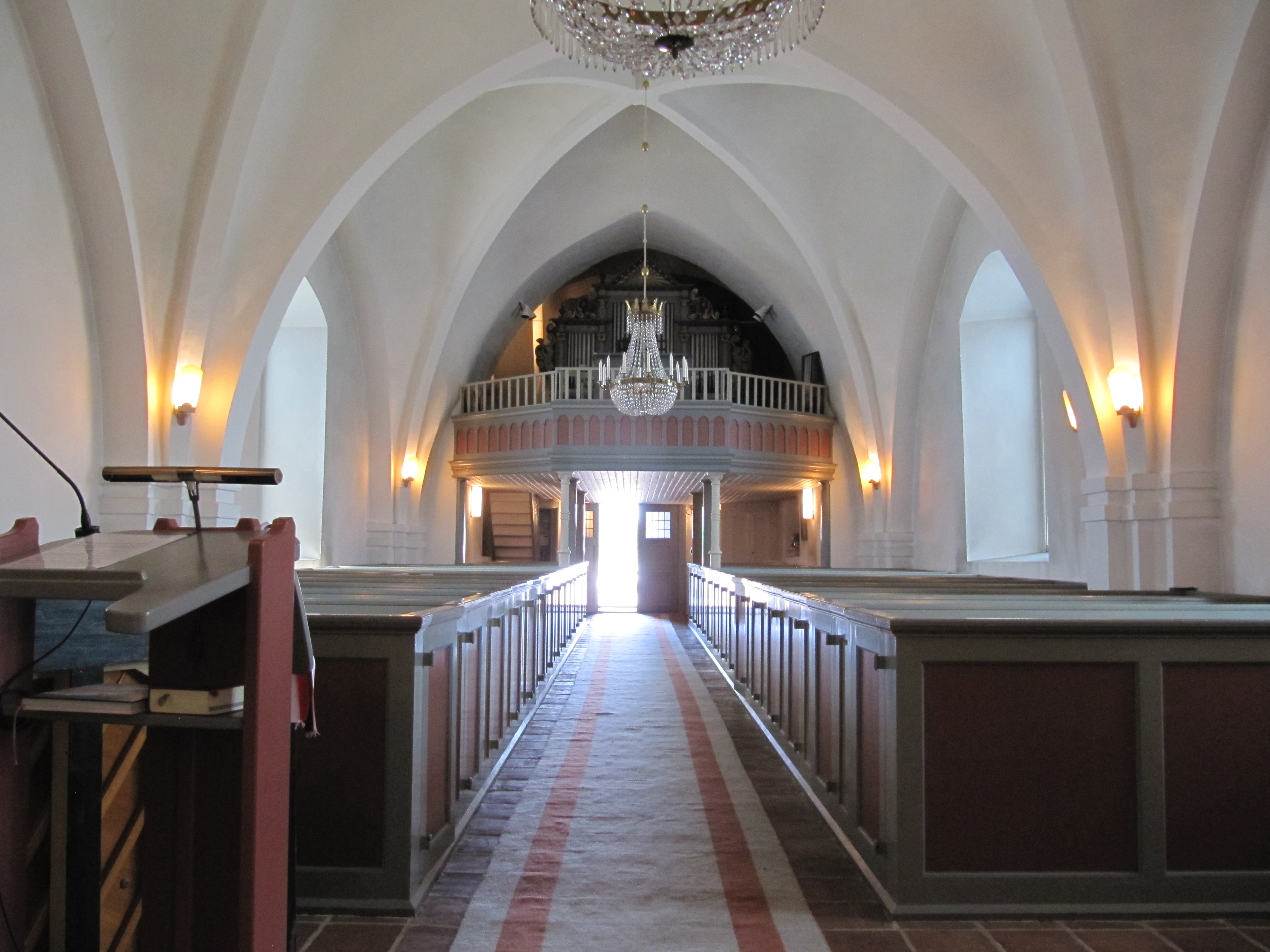
Kyrkorum mot väster
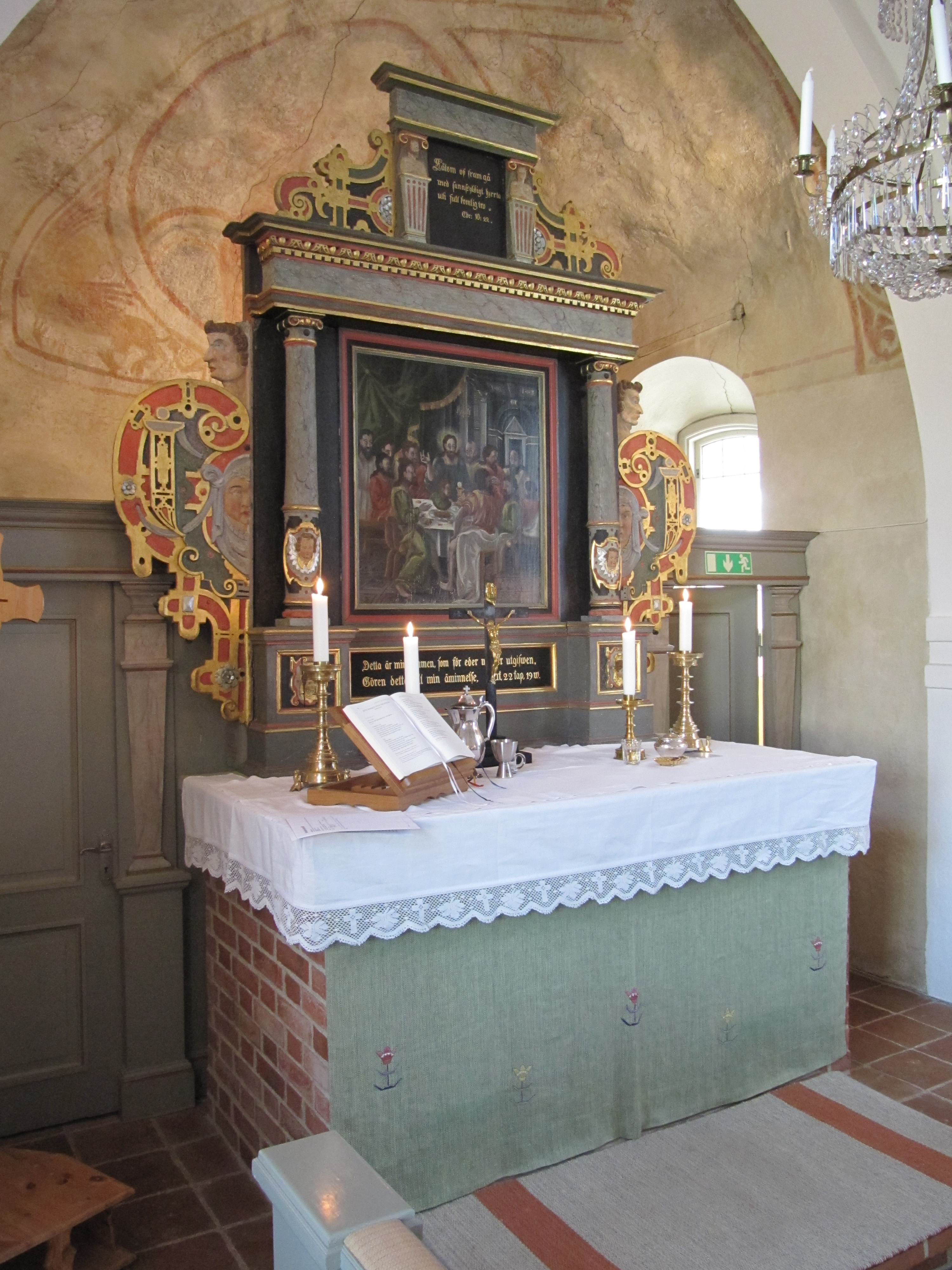
Altare med altaruppsats
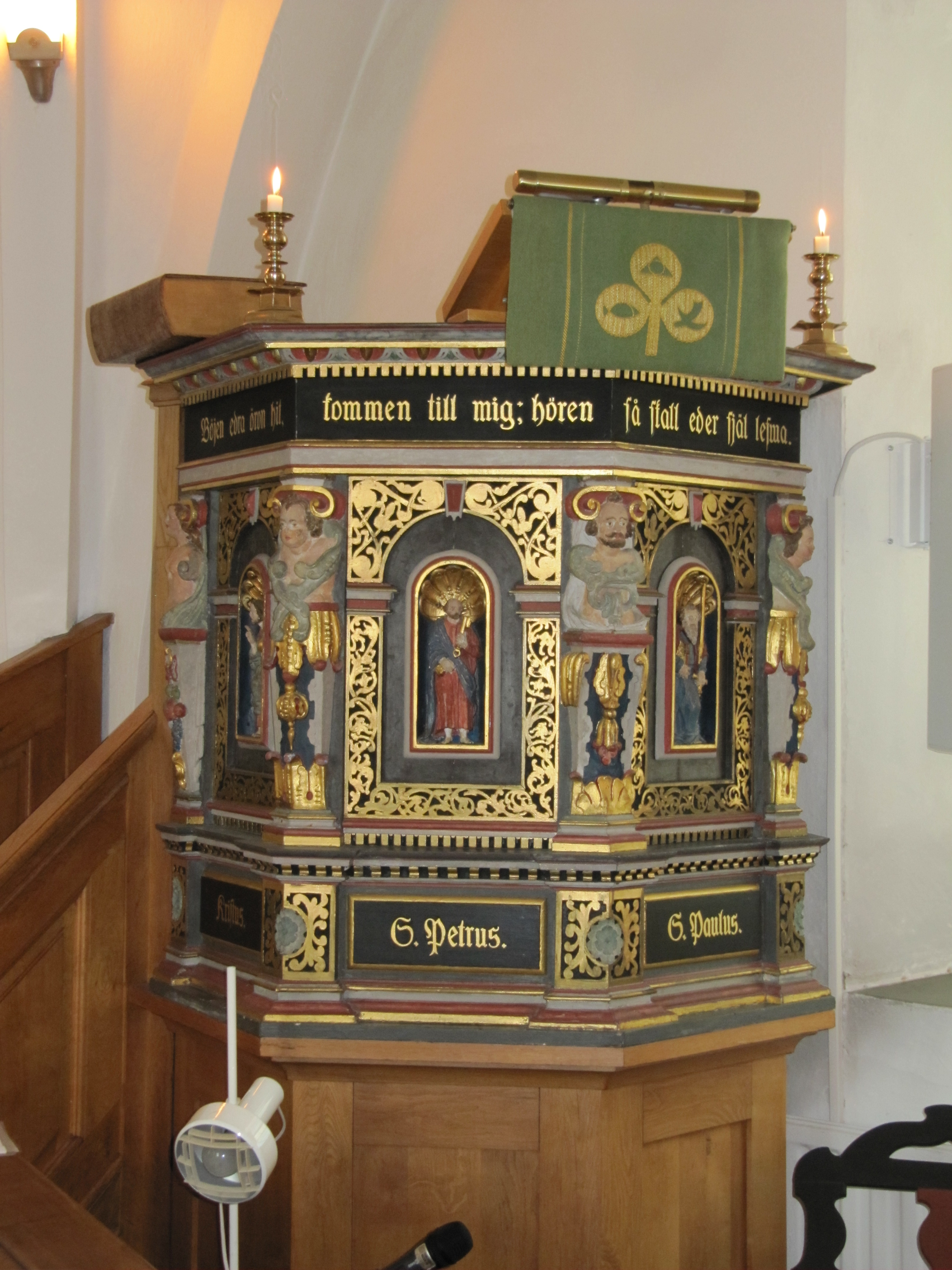
Predikstol
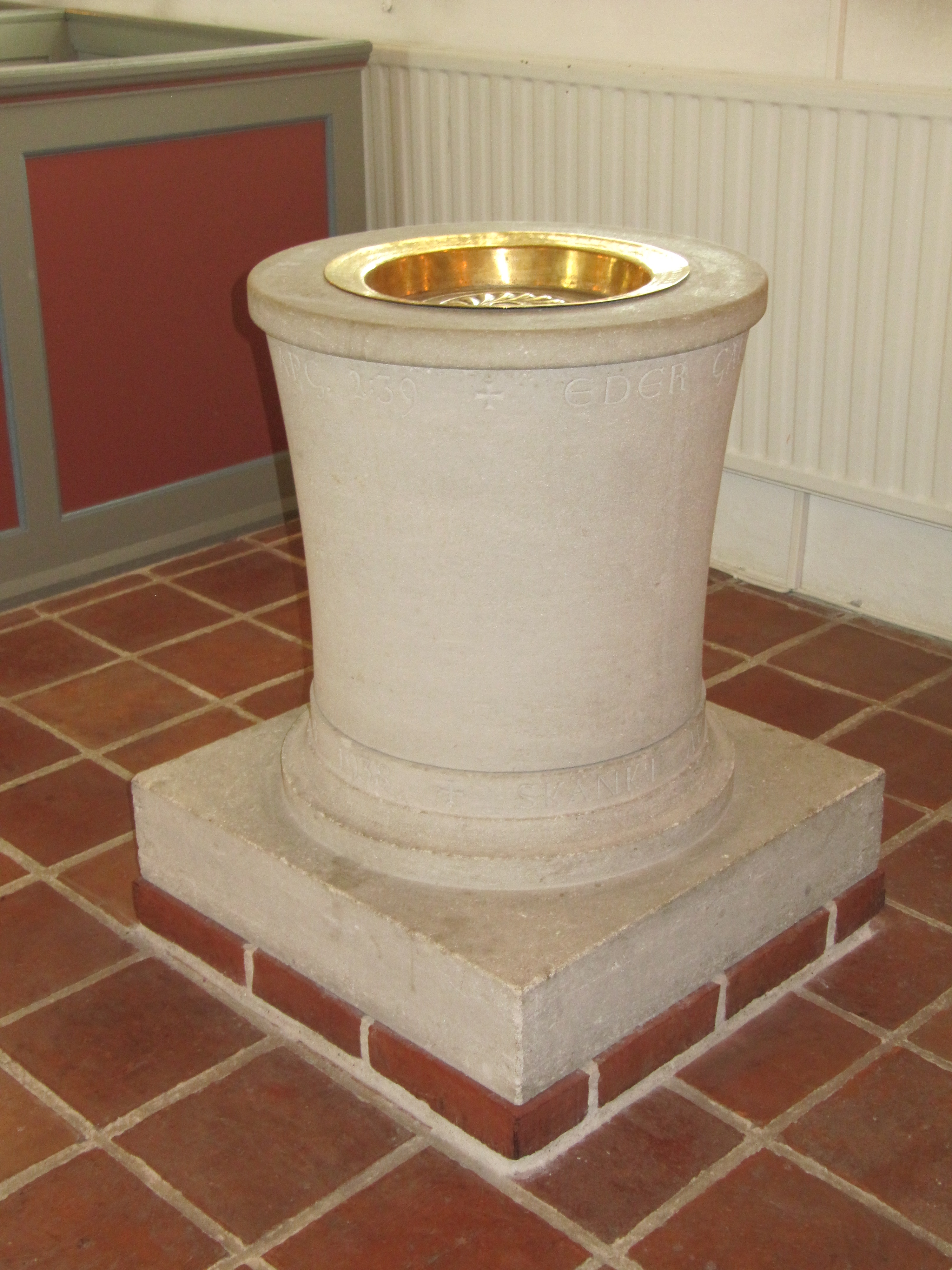
Dopfunt
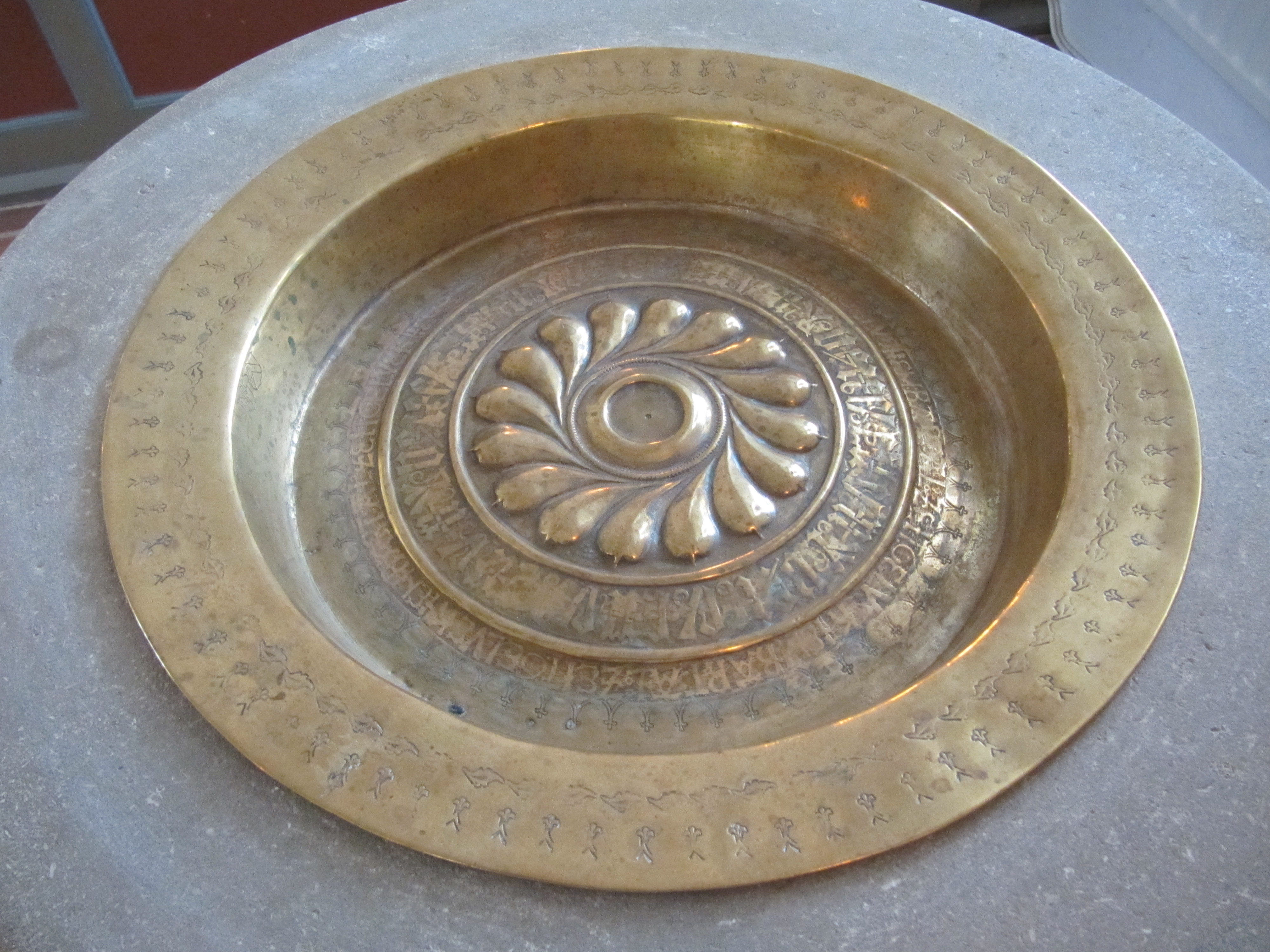
Dopfat

### Webbkällor
- Åsbo Släkt- och Folklivsforskare
- Kyrkorna i Farhult och Jonstorp
- Kullabygd 1936: Präster i Farhult (och Jonstorp)